# 50-50
50-50 (фифти-фифти) —  трюк на скейтборде.

## История
Первым 50-50 в 1981 г. исполнил скейтер  Боб Серафин (Santa Cruz).
Марк Гонзалес сделал 50-50 по стритовому рэйлу. Также он является одним из создателей уличного  стиля катания.

## Особенности трюка
50-50 делают frontside или backside, со switch-а, c fakie, и nollie.
Трюк заключается в скольжении одновременно на двух подвесках по грани или рэйлу, при этом чтобы зайти на этот трюк сначала необходимо сделать ollie. Так как само по себе скольжение по грани очень затруднительно, допускается передавать вес тела не только на подвески, но и на пару колёс с одной стороны доски (правую пару для backside и левую для frontside). Для лучшего скольжения грани обычно натирают воском или парафином, что часто вызывает недовольство муниципальных работников.